# Дворец Володковичей
Дворец Володковичей, также называемый как Дворец Володковича (пол. Pałac Wołodkowiczów, Pałac Wołłodkowicza) — историческое здание, архитектурный памятник, находящийся в Кракове на улице Любич, 4 около железнодорожного вокзала «Краков-Главный», площади Новака-Езёранского и гостиницы «Andel’s». Здание внесено в реестр охраняемых памятников Малопольского воеводства.

## История
В первой половине XIX на месте современного здания находился небольшой дворец Мацея Юзефа Бродовича, который продал его Железнодорожному Краковско-Верхнесилезскому обществу. В 1851 году Дворец Бродовича перешёл в собственность Петра Станислава Мошинского, который разместил в нём собрание картин, архив и библиотеку. На первом этаже здания находилась библиотека и архив, состоявшие из 13 тысяч печатных изданий, архивных материалов, 30 тысяч гравюр, предметов нумизматики и картографии. На втором этаже располагалась коллекция керамики, картины и археологических артефактов. В столовой находилось собрание старинного оружия. Перед своей смертью в 1879 году этой коллекцией неоднократно пользовались Ян Матейко, Валери Элиаш-Радзиковский и Флориан Цинк. Перед своей смертью в 1879 году Пётр Станислав Мошинский продал дом, а своё собрание завещал наследникам.
В 1884 году здание было разобрано и на его месте землевладельцы Болеслав и София Володковичи построил новое здание, которое стало называться их именем. Здание было спроектировано польскими архитекторами Тадеушем Стрыенским и Владиславом Экельским.
Перед Первой мировой войной здание находилось в собственности Богдана Огинского. Перед Второй мировой войной в здание располагался краковский Этнографический музей.
18 июня 1968 года здание было внесено в реестр охраняемых памятников Малопольского воеводства (№ А-126).
В настоящее время в здании находится Почтовой управление Краков 53.
До нашего времени на аттике сохранился фамильный герб Володковичей Радван, оригинальный паркет из различных пород дерева и декоративная штукатурка на первом этаже.